# Ormont-Dessus
Ormont-Dessus är en kommun  i distriktet Aigle i kantonen Vaud, Schweiz. Kommunen har 1 423 invånare (2023).
I kommunen finns följande byar:
- Les Diablerets, 1 163 m ö.h. (kommunens huvudort)
- Le Plan, 1 150 m ö.h.
- Vers-l'Eglise, 1 128 m ö.h.
- Le Rosex, 1 095 m ö.h.